# جان آلن (بازیکن فوتبال، زاده ۱۸۹۰)
جان آلن (انگلیسی: John Allan؛ زادهٔ ۱۱ مه ۱۸۹۰) بازیکن فوتبال اهل بریتانیا است.
از باشگاه‌هایی که در آن بازی کرده‌است می‌توان به باشگاه فوتبال روچدیل، باشگاه فوتبال کارلایل یونایتد، باشگاه فوتبال کاونتری سیتی، باشگاه فوتبال اورتون، و باشگاه فوتبال والسال اشاره کرد.